# Rich Robinson
Richard Spencer "Rich" Robinson (Nascido em 24 de Maio de 1969) é um guitarrista Norte Americano, fundador da banda The Black Crowes. Junto com seu irmão, Chris Robinson criou a banda em 1984 (originalmente chamada Mr. Crowes Garden). Aos 15 anos compôs o primeiro 'single' da banda: "She Talks To Angels", eles formaram essa banda enquanto estudavam na escola "Walton High School", em Marrieta, Georgia.